# 孙殿卿
孙殿卿（1910年3月10日—2007年6月10日），生于黑龙江哈尔滨，中国地质力学和第四纪冰川地质学家。

## 生平
1935年毕业于北京大学理学院地质系。1980年当选为中国科学院学部委员(院士)。中国地质科学院地质力学研究所名誉所长、研究员。长期从事地质力学和第四纪冰川地质研究，协助李四光创建并发展了地质力学和中国第四纪冰川地质学。